# Mohammed Nuri Ibrahim
Mohammed Nuri Ibrahim (arabisch محمد نوري إبراهيم, DMG Muḥammad Nūrī Ibrāhīm; bl. 1955–1994) CVO war ein  saudi-arabischer Diplomat.

## Studium
In den 1940er Jahren studierte er an der Stanford University sowie der University of Colorado Boulder.

## Werdegang
1955 trat er in den auswärtigen Dienst und wurde Attaché in New York City.
1965 war er Geschäftsträger in Tokio.
Von 1965 bis 1972 in war er Ministre plénipotentiaire in London.
1973 leitete er die Abteilung West im Außenministerium und gehörte er des saudischen Delegation zur Sitzungsperiode bei der Generalversammlung der Vereinten Nationen an.
Von 1977 bis 1981 war er Botschafter in Bonn.
Von 1982 bis 1994 war er Botschafter in Madrid.